# Фёдорова, Софья Вячеславовна
Софья Вячеславовна Фёдорова (род. 4 сентября 1998 года) — российская сноубордистка.

## Биография
Софья родилась 4 сентября 1998 года в Москве. В детстве занималась спортивной гимнастикой и окончила музыкальную школу. Выступает за Краснодарский край. Впервые встала на сноуборд в 13 лет. После самостоятельных занятий начала тренироваться в горнолыжном центре «Снежком» (Красногорск).Первый тренер — Роман Викторович Теймуров. 
Мастер спорта России. В сезоне 2013/14 заняла 2-е место на Чемпионате России в дисциплине слоупстайл и 3 место в хафпайпе. В 2014/15 — 1-е место на Чемпионате России, чемпионка Спартакиады учащихся России 2015 года в хафпайпе. В сезоне 2015/16 выиграла финал кубка Европы в слоупстайле. В 2015 году выиграла юниорское первенство мира в дисциплине биг-эйр и завоевала серебряные медали в дисциплине слоупстайл.
В сезоне 2017/18 стала обладательницей малого Хрустального глобуса в слоупстайле.
На Олимпийских играх 2018 года в Южной Корее Софья, дебютантка соревнований подобного уровня, заняла 8-е место в  финале турнира по слоупстайлу.

«Конечно, у меня есть мечты, но я стараюсь особо не задумываться об этом, чтобы потом, если вдруг что-то не получится, не расстраиваться».»— Софья Фёдорова. Команда России.